# Viola Böhmelt
Viola Böhmelt ist eine deutsche Schauspielerin und Synchronsprecherin.

## Filmographie
- 1971: Liebe unter 17
- 1976: Aktion Grün
- 1976: Das Brot des Bäckers
- 1977: Tatort: Schüsse in der Schonzeit
- 1978: SOKO München
- 1978: Wie würden Sie entscheiden?
- 1978: Weit weg von Hagedingen
- 1978–1979: Eine Frau bleibt eine Frau
- 1980: Nils Holgersson (Synchronisation)
- 1982: Gastspieldirektion Gold

## Synchronisation
- 1973: Ein Mann im Haus
- 1975: Ich bitte ums Wort
- 1976: Harry O (1974)
- 1977: Mann, du bist Klasse
- 1978: Madame le juge
- 1978: Simon Templar – Ein Gentleman mit Heiligenschein
- 1978–1979: Sindbad (1975–1976)
- 1979: Jezebel – Die boshafte Lady (1938)
- 1980–1981: Unter der Sonne Kaliforniens (1979)
- 1980: Freitag der 13.
- 1981: Tanz der Teufel
- 1983: Happy Weekend
- 1984: Freitag der 13. – Das letzte Kapitel
- 1984: R. S. V. P – Hollywood flippt völlig aus
- 1987: Iron Angels
- 1988: Falcon Crest (1988)
- 1988: Die Stunde der Headhunters
- 1989: Volltreffer ins Glück (1957)
- 1990–1991: Spider-Man und seine außergewöhnlichen Freunde (1981–1983)